# Dendrodoris

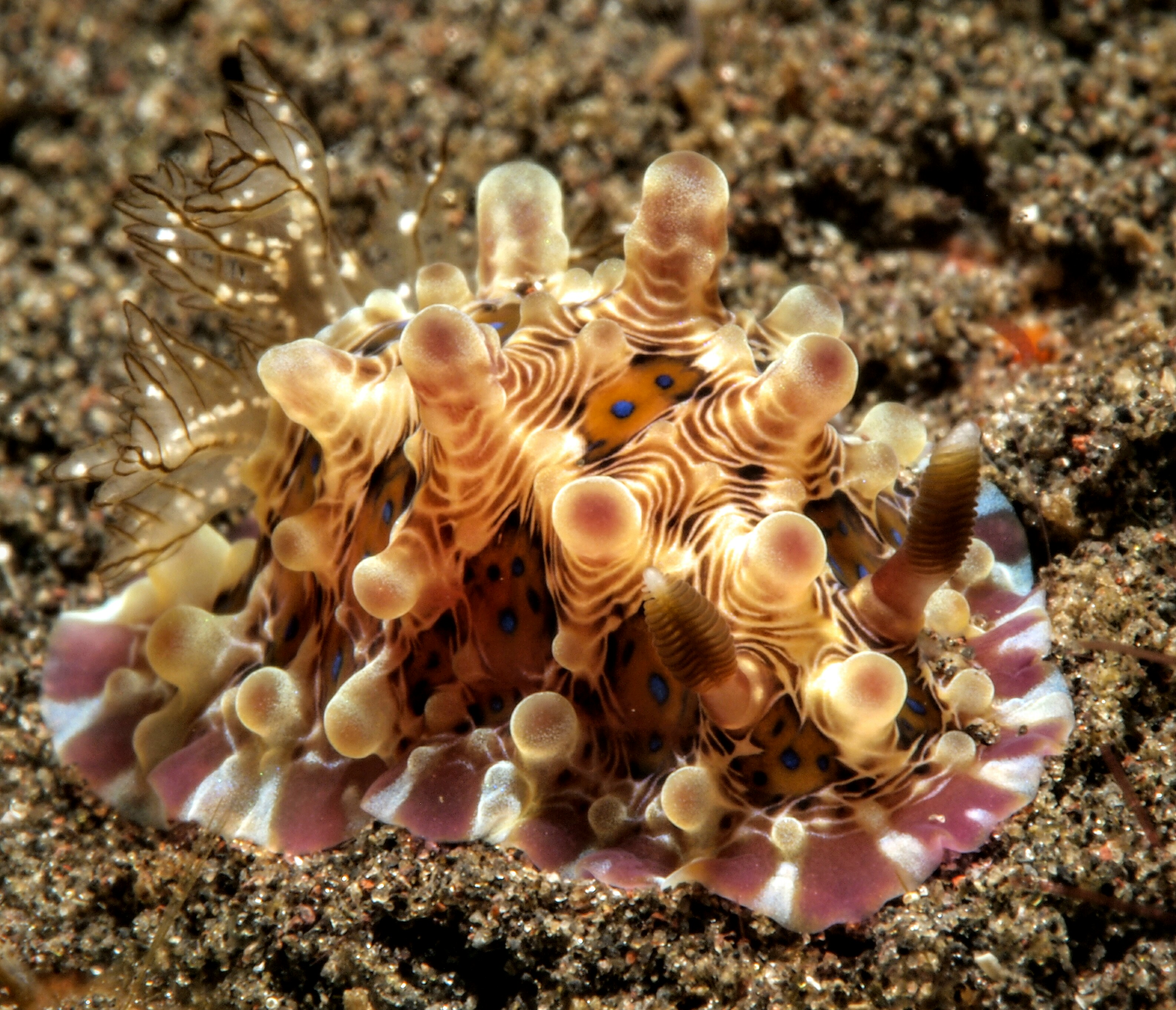
Dendrodoris krusensternii en Bali, Indonesia

Dendrodoris es un género de moluscos nudibranquios de la familia Dendrodorididae.

## Diversidad
El Registro Mundial de Especies Marinas reconoce un total de 41 especies válidas en el género Dendrodoris:
| - Dendrodoris albobrunnea Allan, 1933 - Dendrodoris albopurpura Burn, 1957 - Dendrodoris angolensis Valdés & Ortea, 1996 - Dendrodoris arborescens (Collingwood, 1881) - Dendrodoris areolata (Alder & Hancock, 1864) - Dendrodoris atromaculata (Alder & Hancock, 1864) - Dendrodoris azineae Behrens & Valdes, 2004 - Dendrodoris brodieae Valdés, 2001 - Dendrodoris caesia (Bergh, 1907) - Dendrodoris callosa (Bergh, 1907) - Dendrodoris carbunculosa (Kelaart, 1858) - Dendrodoris citrina (Cheeseman, 1881) - Dendrodoris coronata Kay & Young, 1969 - Dendrodoris elizabethina (Kelaart, 1859) - Dendrodoris elongata Baba, 1936 - Dendrodoris fosseti (Risbec, 1928) - Dendrodoris fulva (MacFarland, 1905) - Dendrodoris fumata (Rüppell & Leuckart, 1830) - Dendrodoris fusca (Alder & Hancock, 1864) - Dendrodoris goani Rao & Kumary, 1973 - Dendrodoris grandiflora (Rapp, 1827) - Dendrodoris grisea (Kelaart, 1858) - Dendrodoris guineana Valdés & Ortea, 1996 | - Dendrodoris gunnamatta Allan, 1932 - Dendrodoris guttata (Odhner, 1917) - Dendrodoris herytra Valdés & Ortea in Valdés, Ortea, Avila & Ballesteros, 1996 - Dendrodoris karukeraensis Ortea, Espinosa, Caballer & Buske, 2012 - Dendrodoris kranjiensis Lim & Chou, 1970 - Dendrodoris krebsii (Morch, 1863) - Dendrodoris krusensternii (Gray, 1850) - Dendrodoris limbata (Cuvier, 1804) - Dendrodoris maculata (Risbec, 1928) - Dendrodoris magagnai Ortea & Espinosa, 2001 - Dendrodoris maugeana Burn, 1962 - Dendrodoris murina (Risbec, 1928) - Dendrodoris nigra (Stimpson, 1855) - Dendrodoris nigromaculata (Cockerell, 1905) - Dendrodoris orbicularis Valdes, 2001 - Dendrodoris pustulosa (Alder & Hancock, 1864) - Dendrodoris rainfordi Allan, 1932 - Dendrodoris sadoensis Baba, 1993 - Dendrodoris senegalensis Bouchet, 1975 - Dendrodiris stohleri Millen & Bertsch, 2005 - Dendrodoris tuberculosa (Quoy & Gaimard, 1832) - Dendrodoris viridis (Pease, 1861) - Dendrodoris warta Ev. Marcus & Er. Marcus, 1976 |

- Dendrodoris punctata  (Alder & Hancock, 1864)  (taxon inquirendum)

Especies cuyo nombre ha dejado de ser aceptado por sinonimia:
- Dendrodoris aurea (Quoy & Gaimard, 1832): aceptado como Doriopsilla aurea (Quoy & Gaimard, 1832)
- Dendrodoris australiensis  (Abraham, 1877) : aceptado como Dendrodoris nigra  (Stimpson, 1855)
- Dendrodoris behrensi Millen & Bertsch, 2005 aceptado como Dendrodoris nigromaculata (Cockerell, 1905)
- Dendrodoris capensis (Bergh, 1907) aceptado como Doriopsilla capensis Bergh, 1907
- Dendrodoris clavulata  (Alder & Hancock, 1864) : aceptado como Dendrodoris krusensternii  (Gray, 1850)
- Dendrodoris davisi Allan, 1933: aceptado como Doriopsilla miniata  (Alder & Hancock, 1864)
- Dendrodoris denisoni  (Angas, 1864) : aceptado como Dendrodoris krusensternii  (Gray, 1850)
- Dendrodoris erubescens (Bergh, 1905) aceptado como Dendrodoris fumata (Rüppell & Leuckart, 1830)
- Dendrodoris gemmacea  (Alder & Hancock, 1864) : aceptado como Dendrodoris krusensternii  (Gray, 1850)
- Dendrodoris kalkensis  (Barnard, 1927) : aceptado como Dendrodoris caesia  (Bergh, 1907)
- Dendrodoris kessneri Tejedo, 1994 aceptado como Dendrodoris grandiflora (Rapp, 1827)
- Dendrodoris languida Pruvot-Fol, 1951 aceptado como Dendrodoris limbata (Cuvier, 1804)
- Dendrodoris longula Pruvot-Fol, 1951 aceptado como Dendrodoris grandiflora (Rapp, 1827)
- Dendrodoris melaena Allan, 1932: aceptado como Dendrodoris nigra  (Stimpson, 1855)
- Dendrodoris minima Pruvot-Fol, 1951 aceptado como Doriopsilla pelseneeri d'Oliveira, 1895
- Dendrodoris montrouzieri (Crosse, 1875) aceptado como Dendrodoris nigra  (Stimpson, 1855)
- Dendrodoris pseudorubra Pruvot-Fol, 1951 aceptado como  Dendrodoris grandiflora (Rapp, 1827)
- Dendrodoris racemosa Pruvot-Fol, 1951 aceptado como Doriopsilla pelseneeri d'Oliveira, 1895
- Dendrodoris rubra (Kelaart, 1858) aceptado como Dendrodoris fumata (Rüppell & Leuckart, 1830)
- Dendrodoris singaporensis Lim & Chou, 1970: aceptado como Dendrodoris atromaculata  (Alder & Hancock, 1864)
- Dendrodoris temarana Pruvot-Fol, 1953 aceptado como Dendrodoris grandiflora (Rapp, 1827)

## Galería

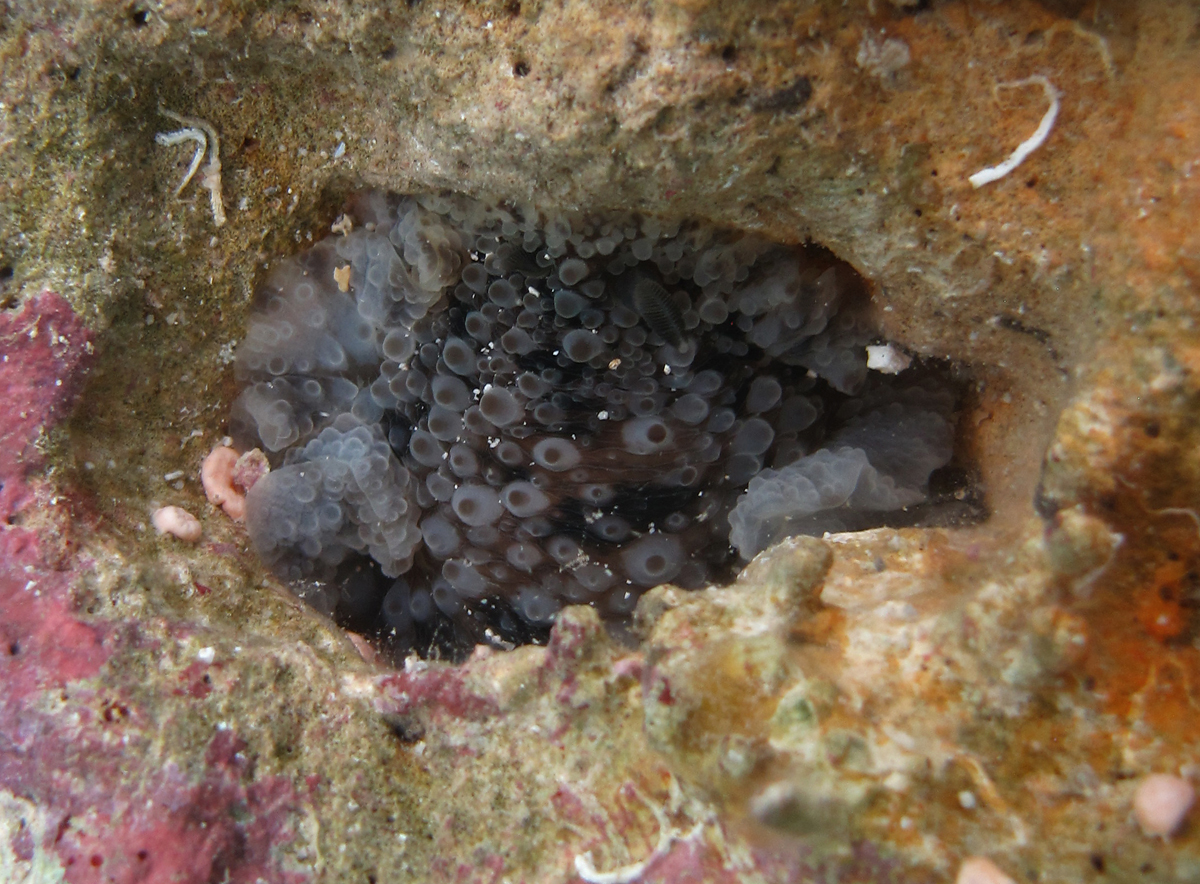
Dendrodoris albopurpura
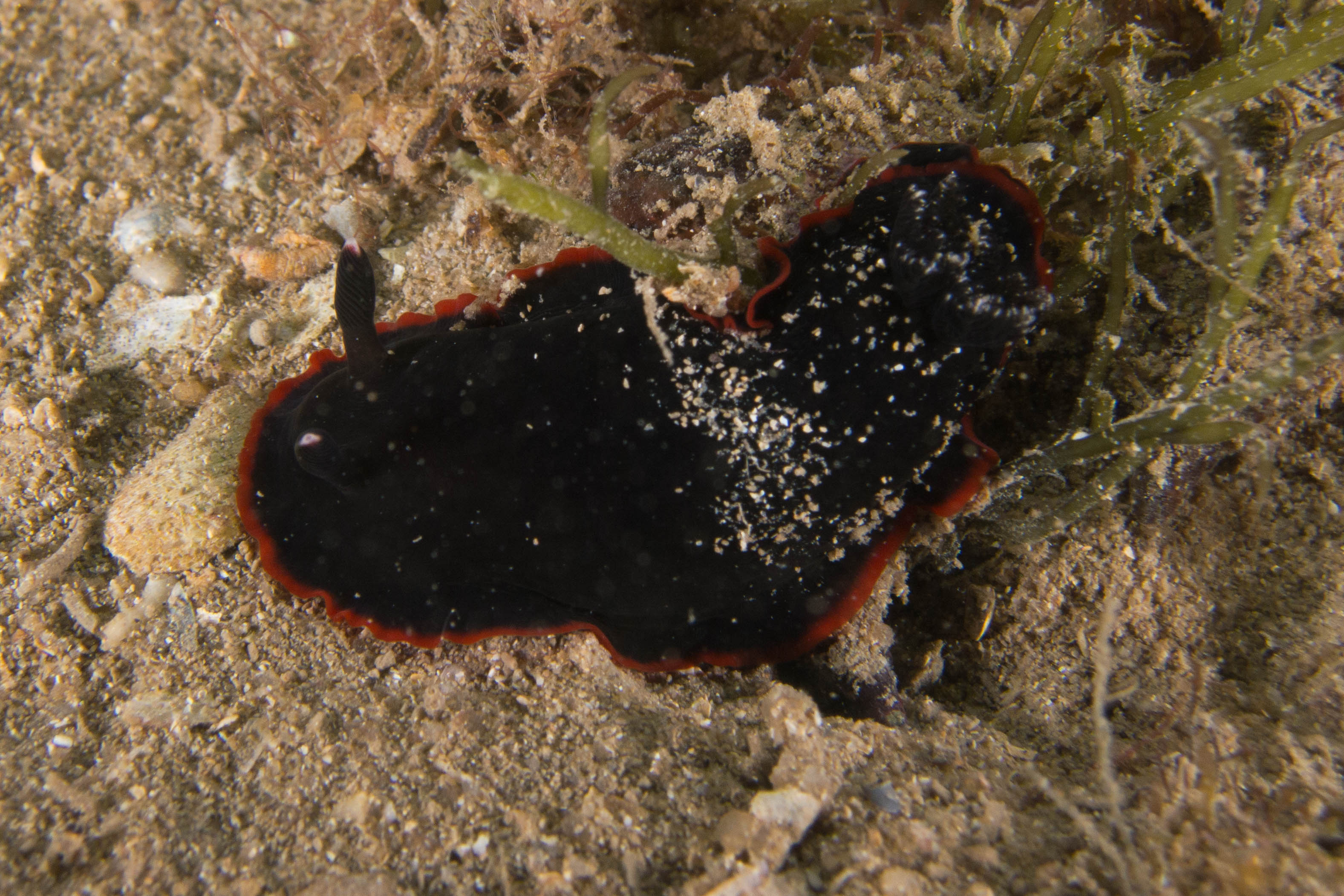
Dendrodoris arborescens
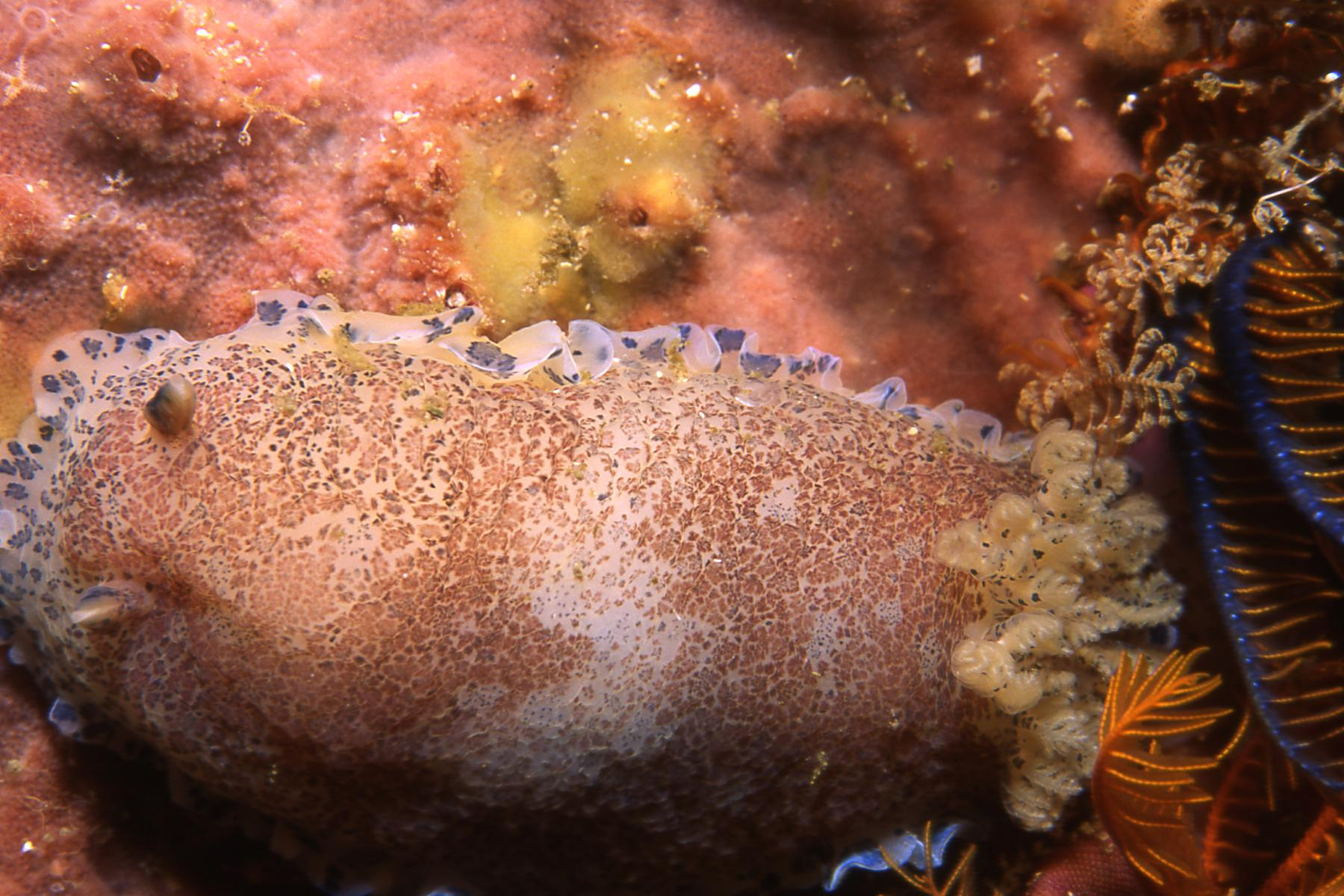
Dendrodoris caesia
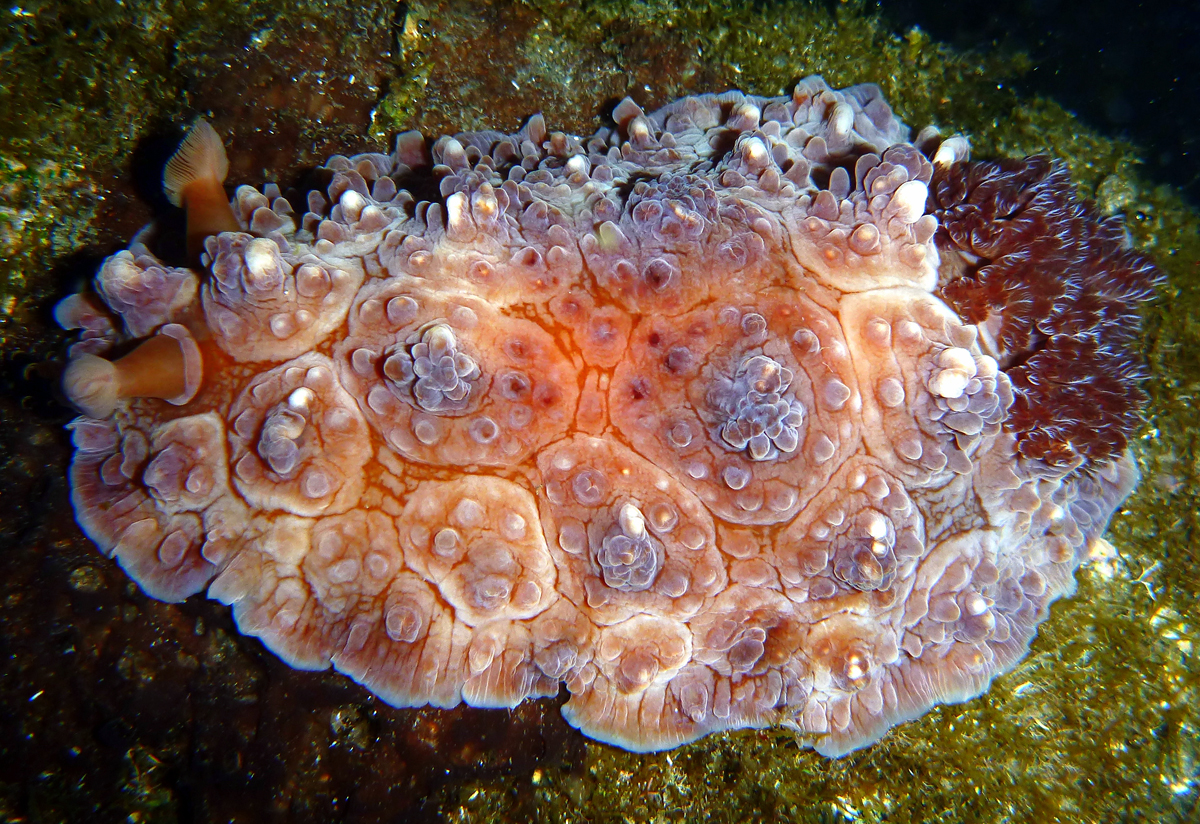
Dendrodoris carbunculosa
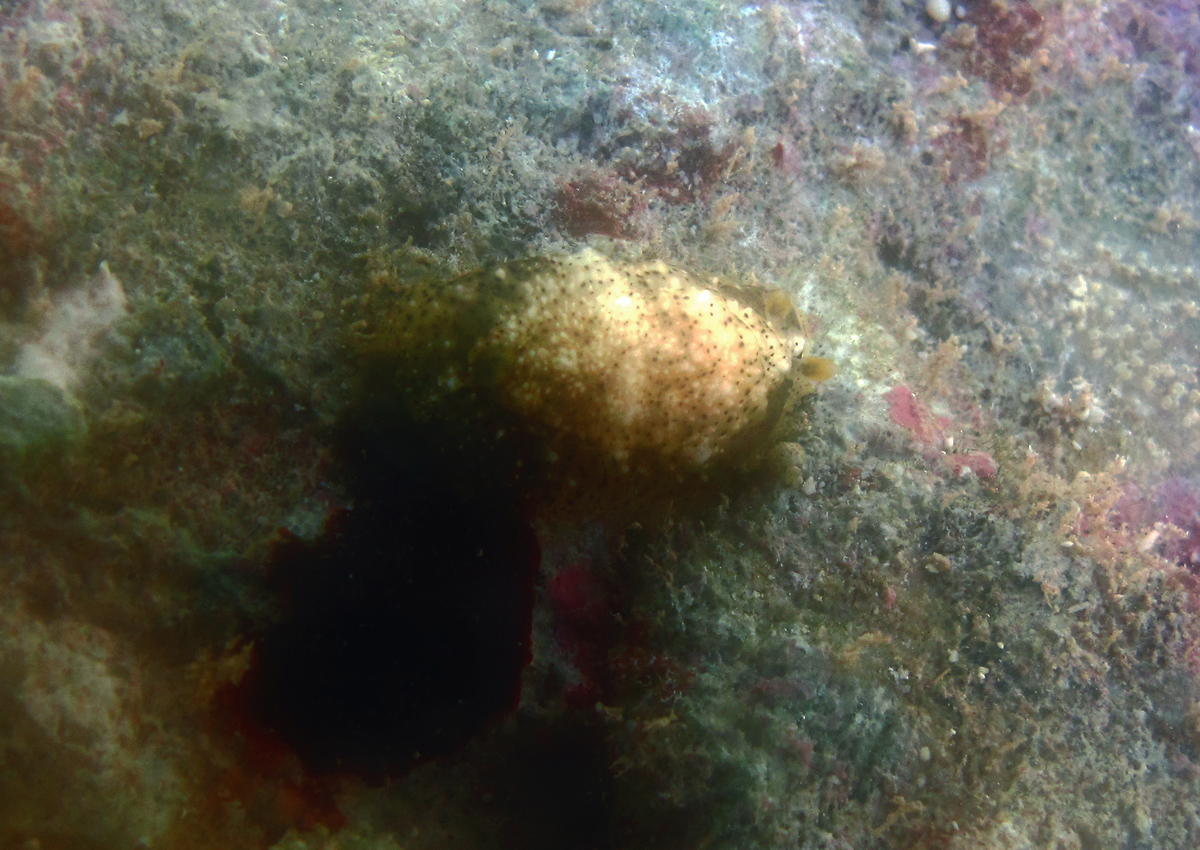
Dendrodoris coronata
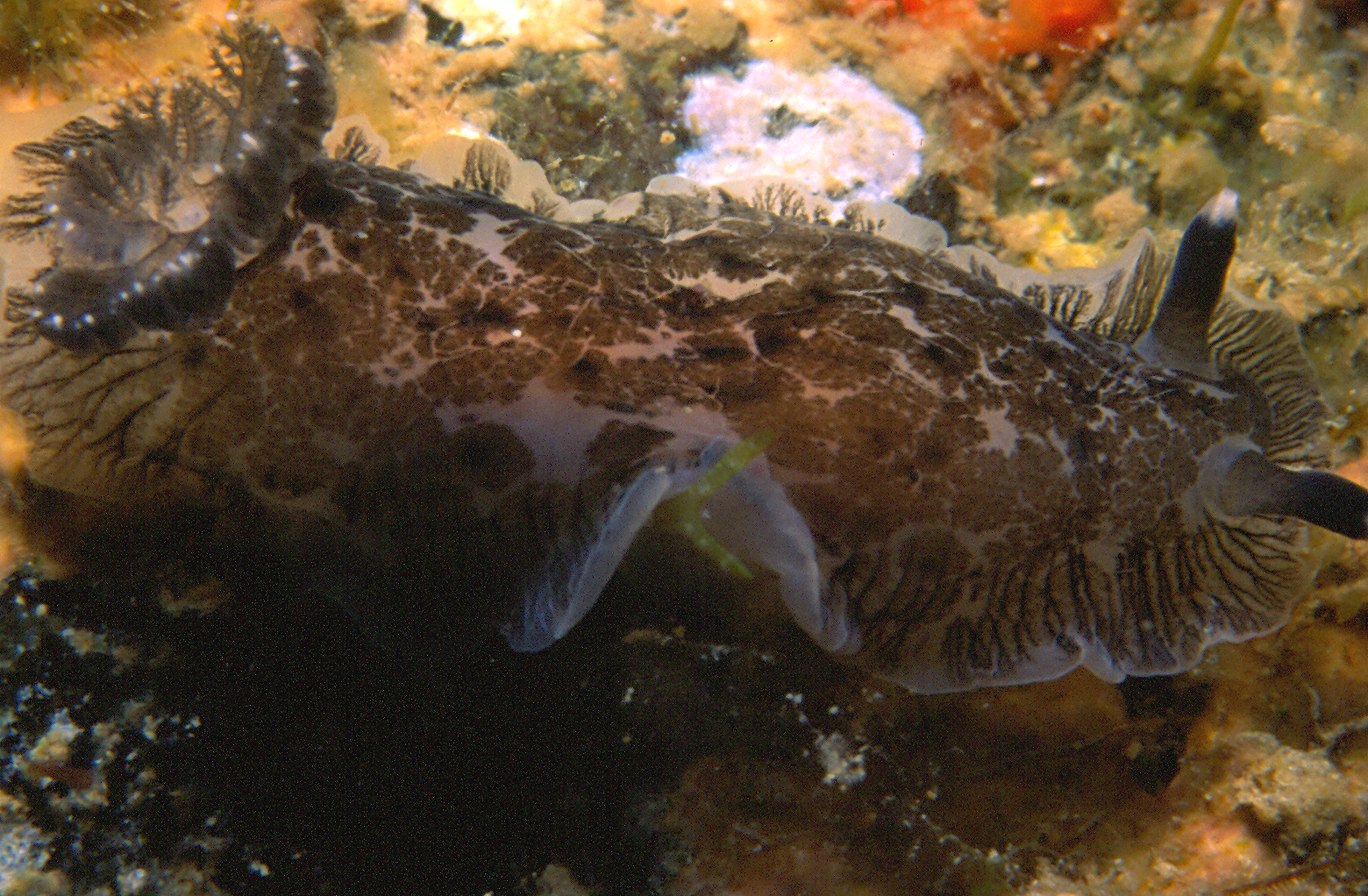
Dendrodoris grandiflora
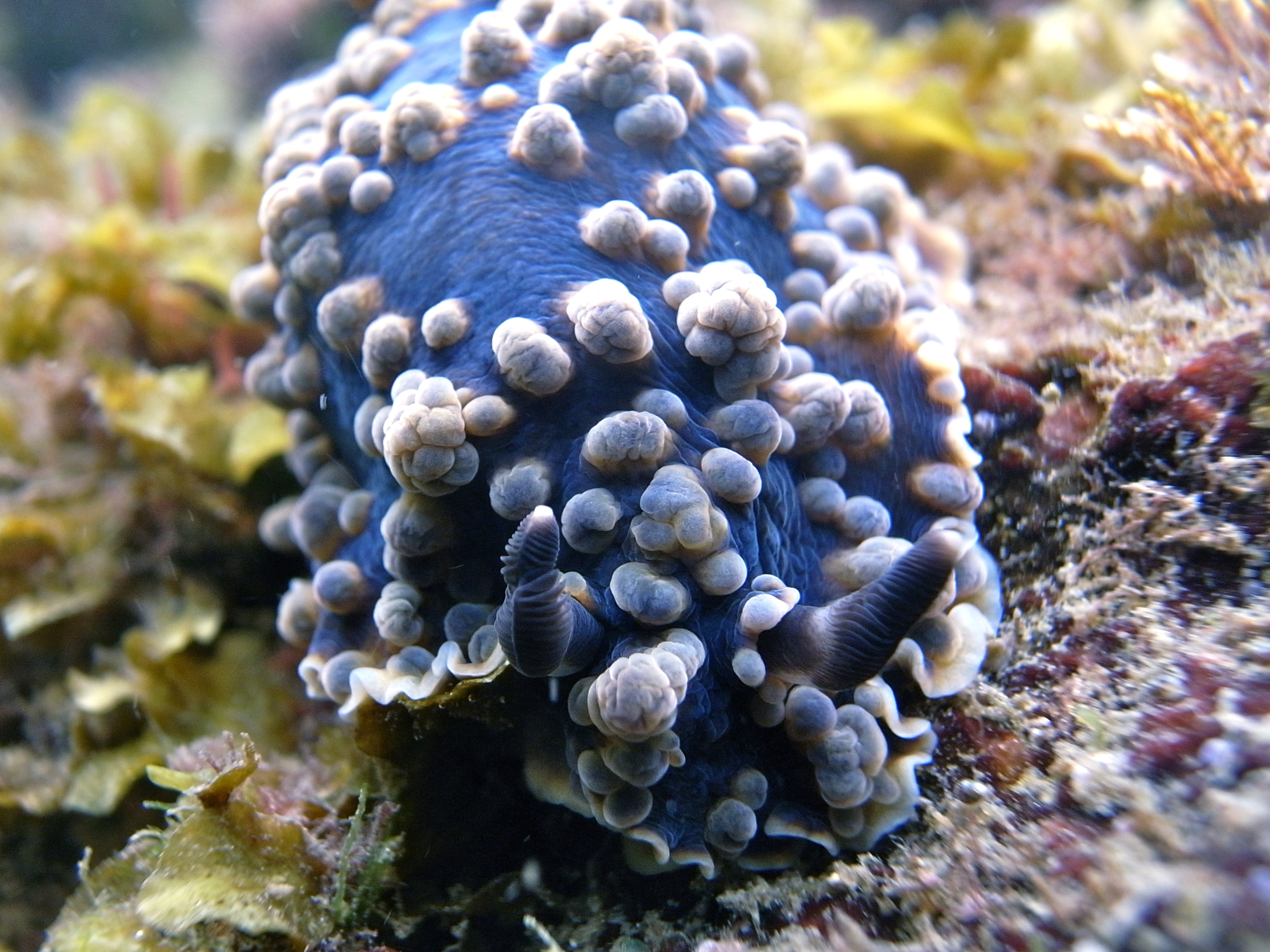
Dendrodoris gunnamatta
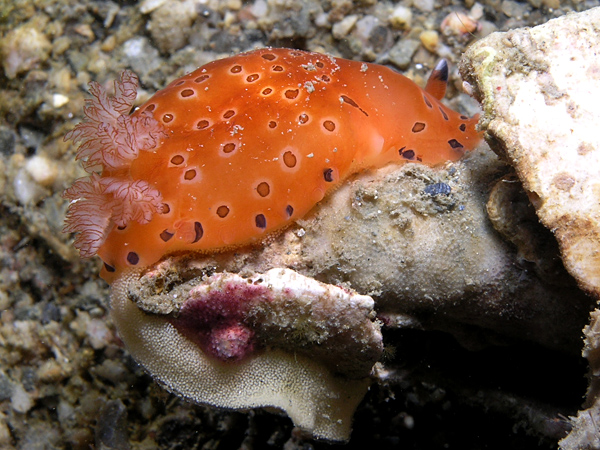
Dendrodoris guttata
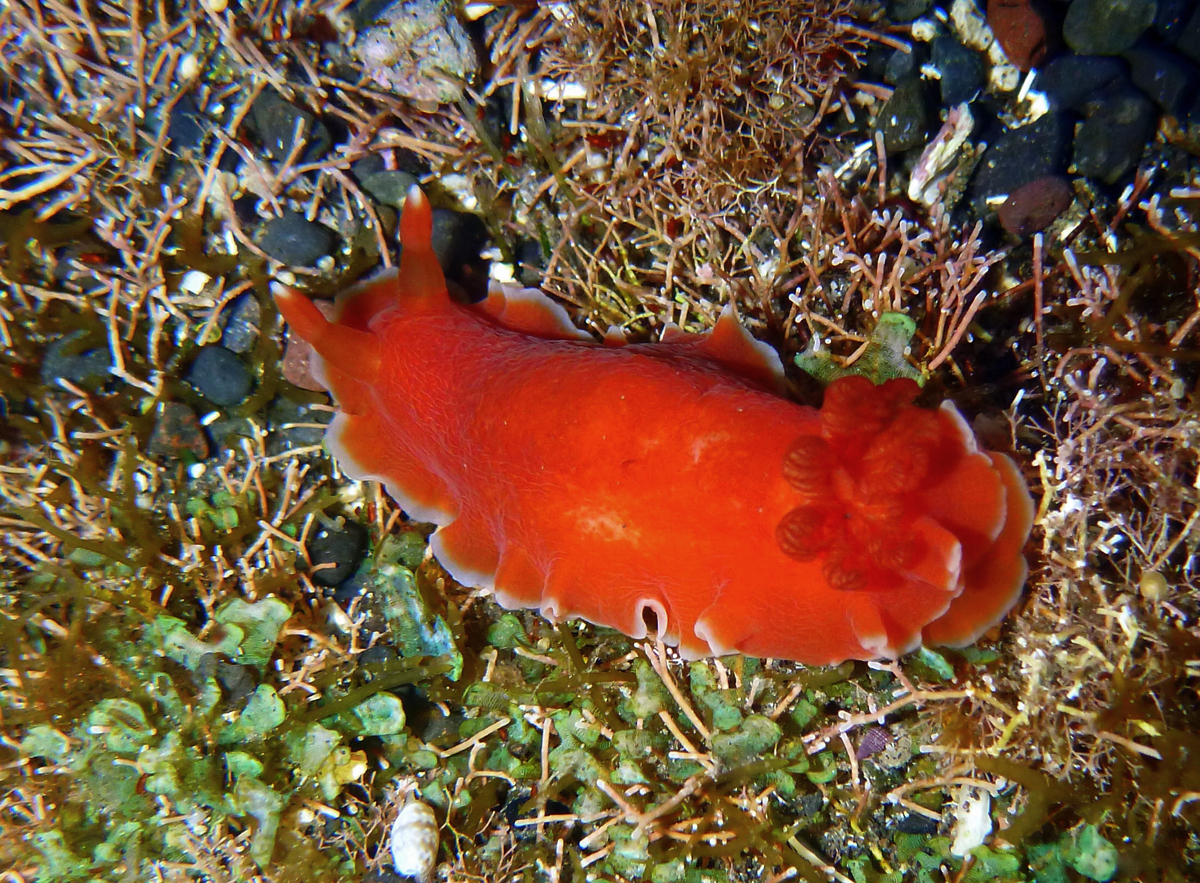
Dendrodoris fumata
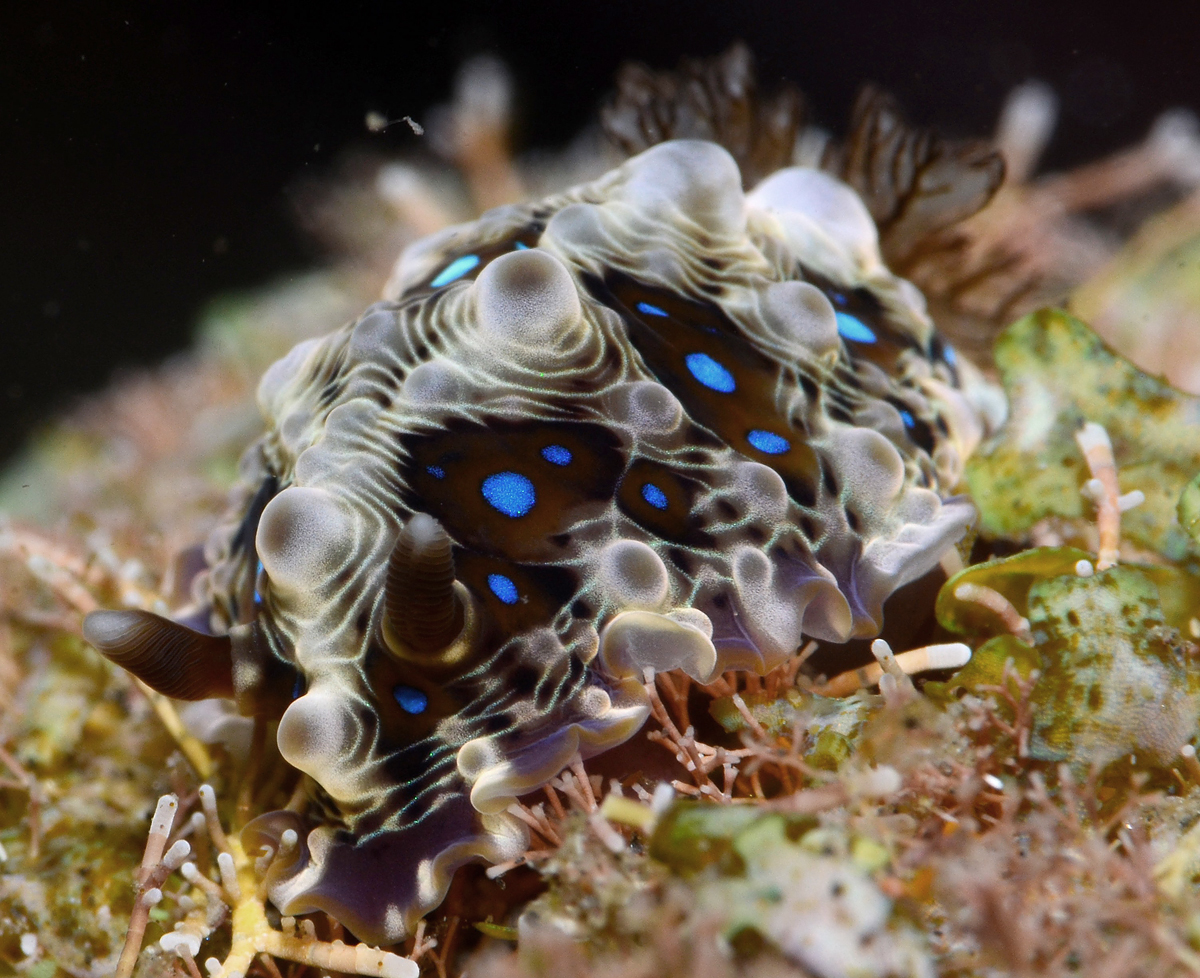
Dendrodoris krusensternii
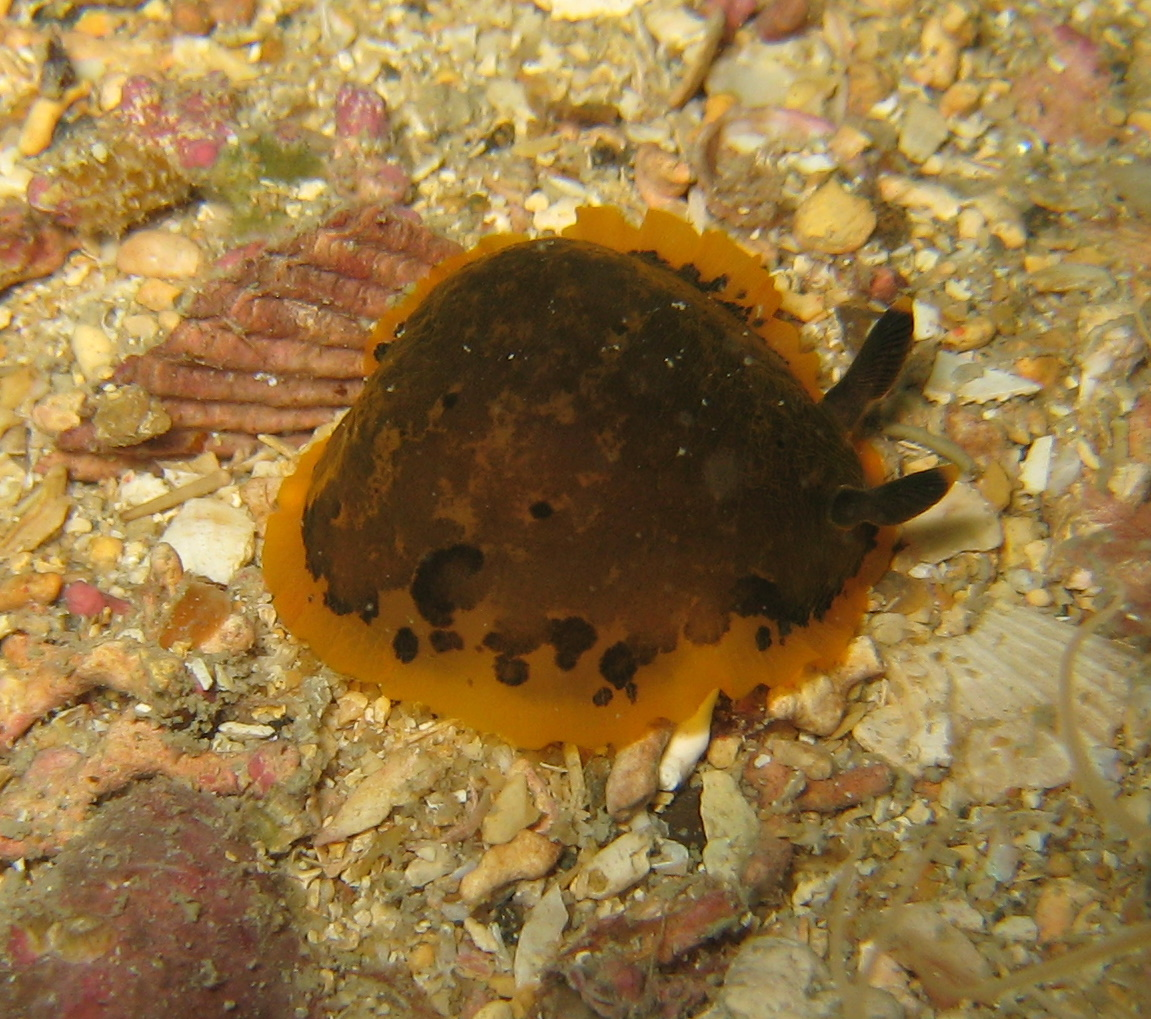
Dendrodoris limbata
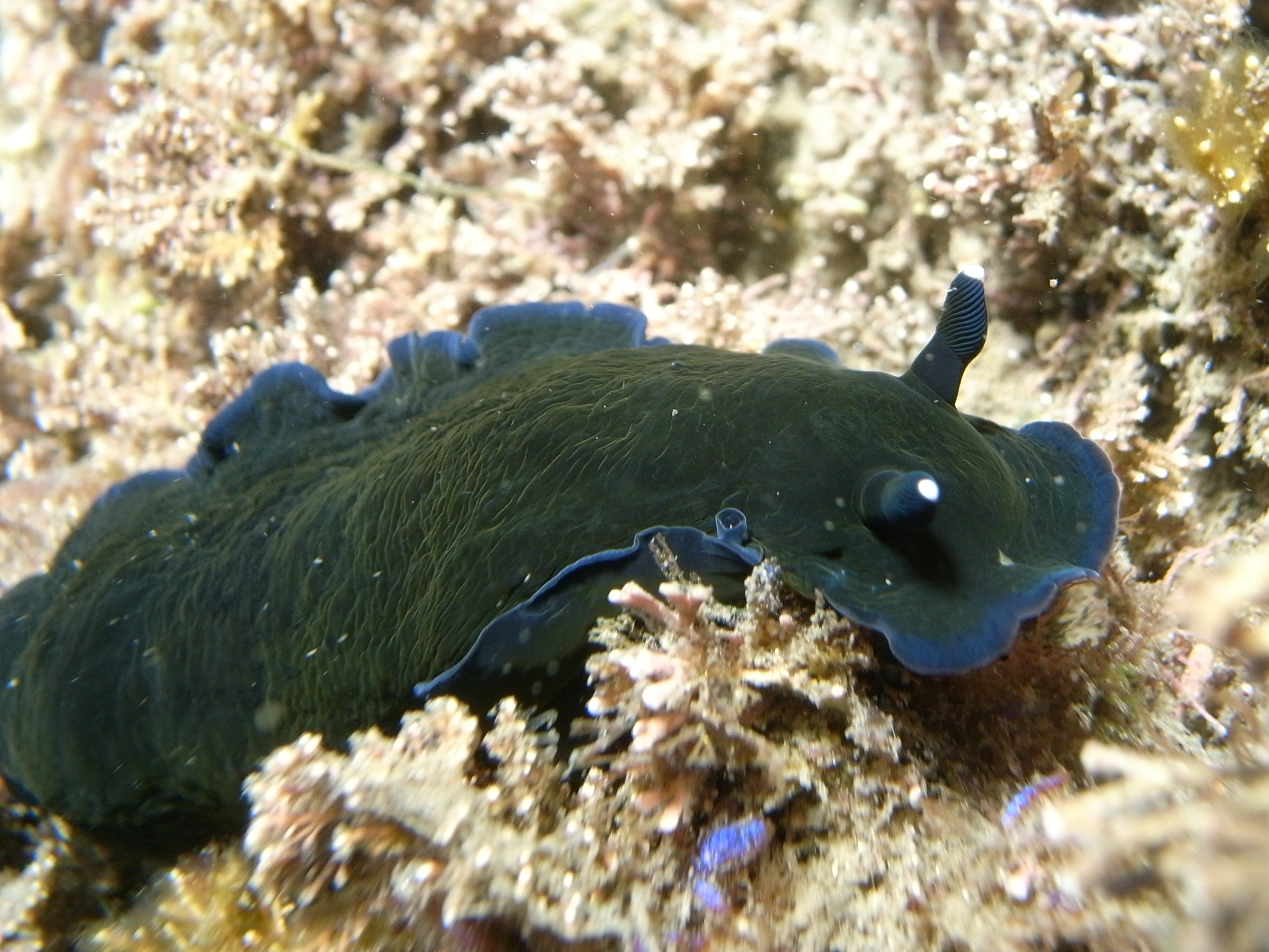
Dendrodoris nigra
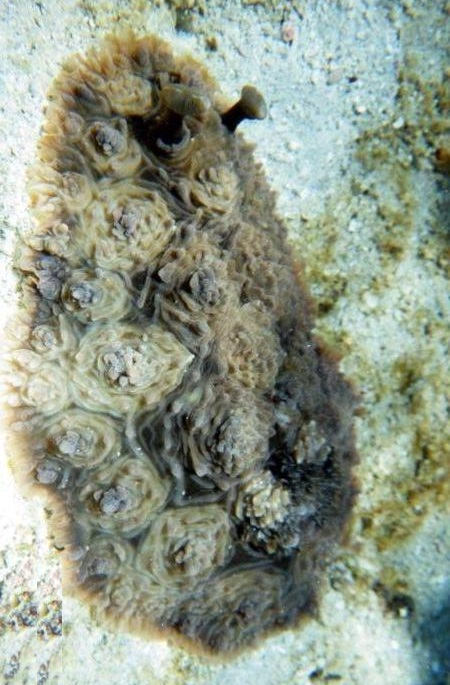
Dendrodoris tuberculosa